# André Martineau
Pour les articles homonymes, voir Martineau.
André (Jean) Martineau (1930-1972) est un mathématicien français, spécialisé dans l'analyse mathématique.

## Biographie
André Martineau est reçu à l'École normale supérieure, promotion 1949. Laurent Schwartz est le directeur de sa thèse qui porte sur les fonctionnelles analytiques. Travaillant plusieurs années avec lui, il devient ensuite professeur à l'université Nice-Sophia-Antipolis. Peu de temps avant son 42e anniversaire, il meurt d'un cancer.
Ses recherches portent sur l'analyse de plusieurs variables complexes, où il a introduit la transformée de Fourier-Borel pour l'analyse fonctionnelle. En effet, pour une variable complexe, ce type de transformation fonctionnelle a été introduit par Émile Borel. Martineau a été l'un des premiers partisans de la théorie des hyperfonctions de Sato et donné des conférences sur ce sujet dans le Séminaire Bourbaki au cours des années 1960 et 1961. Selon Pierre Cartier, Martineau a joué un rôle dans le développement de la notion de schémas en géométrie algébrique par une remarque faite à Jean-Pierre Serre.
Selon Andersson, Passare et Sigurdsson en 2004 : « A set in complex Euclidean space is called C-convex if all its intersections with complex lines are contractible, and it is said to be linearly convex if its complement  is a union of complex hyperplanes. These notions are intermediate between ordinary geometric convexity and pseudoconvexity. Their importance was first manifested in the pioneering work of André Martineau from about forty years ago. Since then a large number of new results have been obtained by many different mathematicians. »[Quoi ?]

## Prix et distinctions
André Martineau a été conférencier invité au Congrès international des mathématiciens en 1962, à Stockholm, à parler de Croissance d'une fonction entiers de type exponentiel et prend en charge des fonctionnelles analytiques et en 1970 à Nice avec une conférence intitulée Fonctionnelles analytiques.
Ses étudiants de doctorat comprennent André Hirschowitz et Henri Skoda.
Son fils Jacques Martineau (né en 1963) est un réalisateur de cinéma et scénariste.

## Sélection de publications
- L'œuvre, Éditions du CNRS, 1977, 878 pages
- Martineau Sur la topologie des espaces de fonctions holomorphes, Mathematische Annalen, vol. 163, 1966, p. 62 DOI 10.1007/BF02052485
- André Martineau, « Les hyperfonctions de M. Sato », Séminaire Bourbaki,‎ 1960-1961, p. 127-139 (lire en ligne)
- André Martineau, « Fonctionnelles analytiques », Actes, Congrès int. Math., vol. 2,‎ 1970, p. 635-642 (lire en ligne)
- André Martineau, « Sur des théorèmes de S. Banach et de L. Schwartz concernant le graphe fermé », Studia Mathematica, vol. 30,‎ 1968, p. 43-51 (lire en ligne)